# Vladan Kujović
Vladan Kujović (Niš, 23 de agosto de 1978) es un futbolista serbio que jugaba de portero en el MVV Maastricht de la Eerste Divisie.
Kujović jugó en la Primera División de España durante la temporada 2007-08. Lo hizo en el Levante U. D. con el que jugó 137partidos.
Se retiró en 2015, pero regresó en 2019 con el MVV Maastricht, en el que ejercía de entrenador de porteros, debido a las bajas por lesión en la portería.

## Carrera internacional
Kujović fue internacional sub-18 con la selección de fútbol de Yugoslavia entre 1996 y 1997 e internacional sub-21 entre 1999 y 2000.

## Clubes
| Club            | País         | Año       |
| --------------- | ------------ | --------- |
| Sinđelić Niš    | Serbia       | 1996-1997 |
| Eendracht Aalst | Bélgica      | 1997-2002 |
| Roda JC         | Países Bajos | 2002-2007 |
| Levante         | España       | 2007-2008 |
| Lierse SK       | Bélgica      | 2008-2011 |
| Willem II       | Países Bajos | 2011      |
| Club Brujas     | Bélgica      | 2011-2015 |
| MVV Maastricht  | Países Bajos | 2019-2020 |

## Palmarés

### Títulos nacionales
| Título          | Club        | País    | Año  |
| --------------- | ----------- | ------- | ---- |
| Copa de Bélgica | Club Brujas | Bélgica | 2015 |